# Костеньки
Костеньки (рос. Костеньки) — село в Назаровському районі Красноярського краю Росії. Входить до складу Дороховської сільради.

## Географія
Село розташована в 12 км на схід від райцентру Назарово.

## Населення
За даними перепису 2010 року, у селі проживало 149 осіб (71 чоловіків і 78 жінок).